# Walter Frank Woodul
Walter Frank Woodul (* 25. September 1892 in Laredo, Texas; † 1. Oktober 1984 in Austin, Texas) war ein US-amerikanischer Politiker. Zwischen 1935 und 1939 war er Vizegouverneur des Bundesstaates Texas.

## Werdegang
Walter Woodul besuchte die öffentlichen Schulen in Corpus Christi und Alice. Anschließend unterrichtete er für einige Zeit in Oklahoma als Lehrer, ehe er in Wichita (Kansas) Stenographie studierte. Er kehrte nach Texas zurück und arbeitete in Laredo und Austin als Stenograf. Nach dem Ausbruch eines Grenzkonflikts mit Mexiko (→Mexikanische Expedition) trat er im Jahr 1916 der Nationalgarde seines Staates bei. Nach einem Jurastudium und seiner im Januar 1917 erfolgten Zulassung als Rechtsanwalt begann er in diesem Beruf zu arbeiten. Gleichzeitig schlug er als Mitglied der Demokratischen Partei eine politische Laufbahn ein. Im Jahr 1917 war er für einige Monate Abgeordneter im Repräsentantenhaus von Texas. Dort war er maßgeblich an der Gründung der Texas State Highway Commission beteiligt. Nach dem Eintritt der Vereinigten Staaten in den Ersten Weltkrieg wurde Woodul zunächst stellvertretender Adjutant General der Nationalgarde. Später trat er als Hauptmann in die United States Army ein und war bis 1919 in South Carolina stationiert. Den europäischen Kriegsschauplatz hat er nicht gesehen.
Nach seiner Rückkehr nach Texas praktizierte Woodul in Houston als Anwalt. Dort wurde er auch Mitglied mehrerer lokaler Vereinigungen und Organisationen. Zwischen 1929 und 1935 gehörte er dem Senat von Texas an. 1934 wurde er an der Seite von James Allred zum Vizegouverneur seines Staates gewählt. Dieses Amt bekleidete er zwischen 1935 und 1939. Dabei war er Stellvertreter des Gouverneurs und Vorsitzender des Staatssenats. Er leitete auch das Organisationskomitee zur Feier des 100. Jahrestags der texanischen Unabhängigkeit von Mexiko. Nach seiner Zeit als Vizegouverneur war Walter Woodul wieder als Rechtsanwalt tätig. Außerdem saß er im Vorstand einiger Schulen und Krankenhäuser. Er starb am 1. Oktober 1984 in Austin und fand dort auf dem Texas State Cemetery seine letzte Ruhestätte.